# Sibanye-Stillwater
Sibanye Gold Limited (Außenauftritt als: Sibanye-Stillwater) ist ein südafrikanisches Bergbauunternehmen, das der größte Goldproduzent (vor AngloGold Ashanti, Harmony Gold und Gold Fields) des Landes ist. Es ist ferner einer der 10 größten Goldproduzenten weltweit und derzeit der drittgrößte Platin- und Palladiumhersteller der Welt. 
Sibanye Gold betrieb 2017 fünf Goldbergwerke im Witwatersrand und eines in der Provinz Freistaat. 2017 wurden 43,6 t Gold gewonnen.
Ferner baut das Unternehmen in Südafrika (Rustenburg) sowie den USA (Stillwater) Platin und Palladium ab. In den USA wird ferner auch eine große Recyclinganlage zur Wiedergewinnung von PGM-Metallen unterhalten. Des Weiteren besitzt das Unternehmen in Südafrika auch Bergbaurechte auf Uran, welches derzeit aber noch nicht abgebaut wird.
Das Unternehmen ist Mitglied im World Gold Council.

## Geschichte
Das Unternehmen entstand im November 2012 als Tochterunternehmen von Gold Fields und wurde 2013 an die Börse gebracht. Im September 2015 verkaufte Anglo American drei seiner südafrikanischen Platinbergwerke an Sibanye Gold.
Seit 2016 tritt das Unternehmen nach der Übernahme des US-amerikanischen Unternehmens Stillwater Mining nach außen als Sibanye-Stillwater auf.
2017 gab Sibanye-Stillwater ein Angebot zum Kauf des Platin- und Palladiumproduzenten Lonmin ab, mit dessen Kauf das Unternehmen zum zweitgrößten Platin- und Palladium (PGM)-Produzenten der Welt wurde. Die Übernahme wurde im Juni 2019 abgeschlossen.

## Bergwerke
- Gold:
  - Beatrix (, )
  - Burnstone ()
  - Kloof ()
  - Driefontein ()
- Gold und Uran:
  - Cooke ()
- Platin:
  - Rustenburg